# 闪烁绯蛛
闪烁绯蛛（学名：Phlegra micans）为跳蛛科绯蛛属的动物。在中国大陆，分布于香港等地。